# Studioul lituanian de film
Studioul de film lituanian (denumirea originală în lituaniană Lietuvos kino studija, în rusă Литовская киностудия, transliterat: Litovskaia kinostudia) este un studio de film lituanian din Vilnius care produce filme de lungmetraj, documentare și seriale de televiziune.A fost fondată sub numele de „Kaunas Film Studio” în 1940 în Kaunas, RSS Lituaniană. În 1949, a fost mutată la Vilnius și a devenit cunoscută sub numele de „Studioul de film lituanian al filmelor documentare”.

## Istoric
În timpul Marelui Război pentru apărarea Patriei, studioul a fost închis. După război, studioul a avut sarcina de a produce reportaje de știri.
Primul lungmetraj al studioului a fost realizat în 1953 cu filmul Zorile deasupra Niemenului , dar în coproducție cu studioul Lenfilm. 
În 1956 a fost redenumit Lietuvos kino studija și de atunci a servit ca sediu pentru industria cinematografică de stat. Studioul a produs primul său lungmetraj independent, în 1957 sub conducerea lui Vytautas Mikalauskas cu filmul Zydrasis horizontas. În timpul Uniunii Sovietice, studioul a produs trei – patru lungmetraje (cea mai mare parte, împreună cu alte companii de film sovietice), patruzeci de documentare și între treizeci – patruzeci de actualități pe an. Deși cenzura și ideologia impusă au afectat mulți regizori, totuși unii au primit premii internaționale de film, inclusiv Vytautas Žalakevičius, Arunas Jebriunas, Raimundas Vabalas și Algimantas Puipa.
În 2004 a devenit o companie privată „Lietuvos kino studija”.

## Filmografie selectivă
RSS Lituaniană
- 1953 Zorile deasupra Niemenului (Aušra prie Nemuno / Над Неманом рассвет), regia Aleksandr Fainzimmer
- 1965 Nimeni nu voia să moară (Niekas nenorėjo mirti / Никто не хотел умирать'), regia Vytautas Žalakevičius
- 1970 Vara bărbaților (Vyrų vasara / Мужское лето), regia Marijonas Giedrys
- 1973 Lunaticul (Naktibalda / Полуночник), regia Arunas Zebriunas
- 1977 Pâine cu nuci (Riešutų duona / Ореховый хлеб), regia Arunas Zebriunas